# Restless

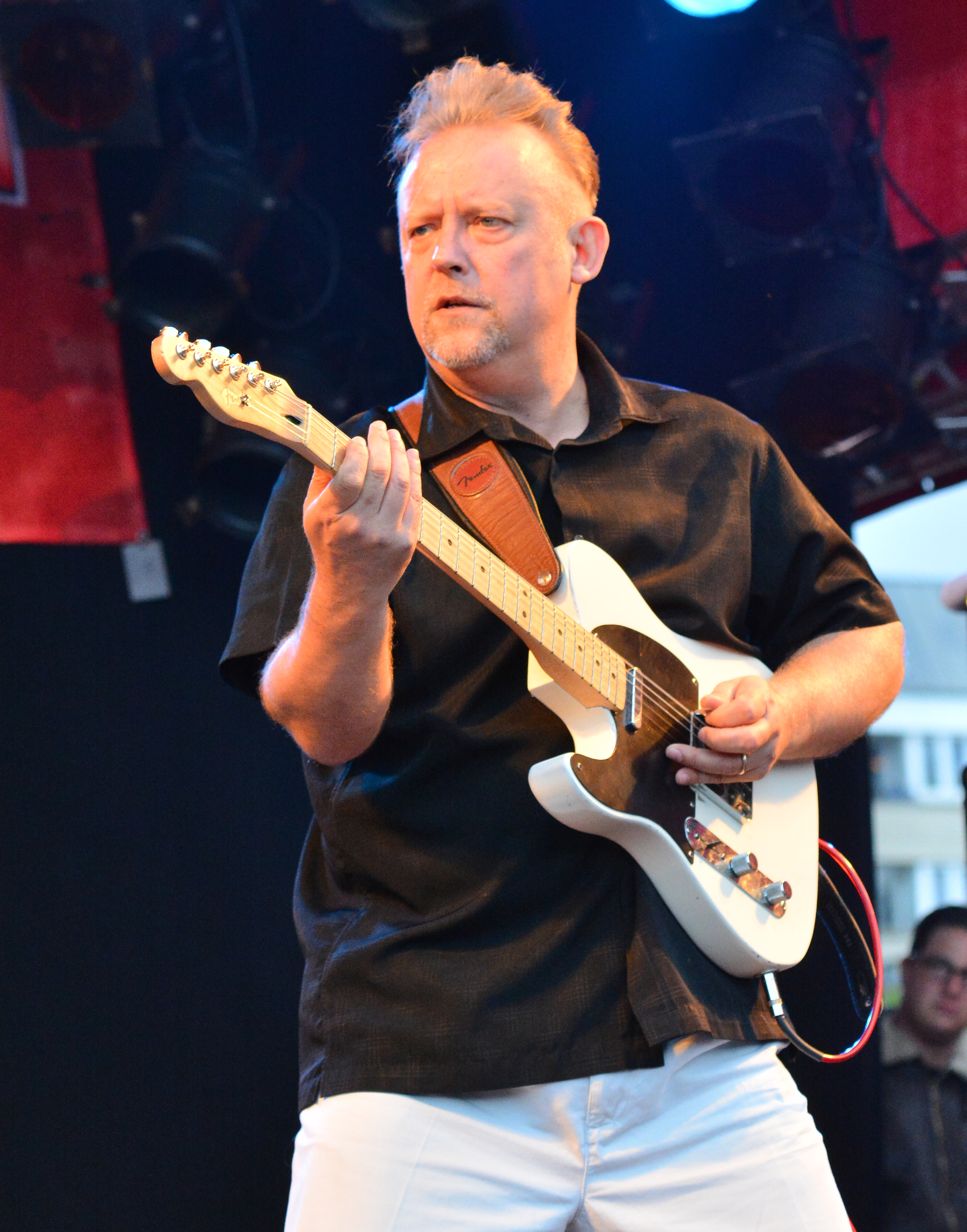
Mark Harman

Restless är ett engelskt neorockabillyband från Ipswich som har funnits sedan tidigt 1980-tal. Restless består av Mark Harman (sång och gitarr), Paul Harman (ståbas) och Ben Cooper (trummor).

## Medlemmar
Nuvarande medlemmar
- Mark Harman – sång, gitarr (1978–)
- Paul Harman – kontrabas (1978–1984, 2014–)
- Ben Cooper – slagverk (1978–1990, 2014–)

Tidigare medlemmar
- Jeff Bayly – kontrabas (1986–1987, 1989–1990)
- Steve Whitehouse – kontrabas (1988, 1990–1993)
- Mick Malone – gitarr (1986–1990)
- Rob Tyler – slagverk (1991–2013)

## Diskografi
Studioalbum
- Why Don't You... Just Rock! (Nervous Records, 1982)
- Do You Feel Restless? (Nervous Records, 1984)
- After Midnight (A.B.C Records / The Madhouse Recordings, 1986)
- Beat My Drum (The Madhouse Recordings, 1988)
- Movin' On (The Madhouse Recordings, 1990)
- Kickin' Into Midnight (The Madhouse Recordings, 1990)
- Number Seven (The Madhouse Recordings, 1991)
- Figure It Out (Vinyl Frontier, 1993)
- Three Of A Kind (Vinyl Japan, 1995)
- The Lost Sessions (Vinyl Japan, 1996)
- Got Some Guts - Unplugged (Vampirella Records, 1997)
- Do Your Thing (Raucous Records, 2002)
- Got It Covered (Crazy Love Records, 2011)
- Sounds Like Restless (I Sold My Soul Media, 2012)
- Seconds Out (Bluelight Records, 2014)
- Originals (Bluelight Records, 2015)

Livealbum
- Live & Kicking (A.B.C. Records, 1987)
- Live At The Klub Foot (Trophy Records, 2011)
- Live In Tokyo (Foot Tapping Records, 2012)

EPs
- The Restless! (SunRock, 1982)
- Vanish Without A Trace (ABC Records, 1985)
- Ghost Town (Vampirella Music, 1999)
- Restless Vs. The Rizlaz (Vinyl Japan, 2002)

Singlar
- "Edge On You" (Nervous Records, 1983)
- "England's Rockabilly Rebels! ( Mr. Blues)" (Jax Pax Records, 1984)
- "Mr.Blues" (Big Beat Records, 1984)
- "Vanish Without A Trace" (ABC Records, 1985)
- "Somebody Told Me" (ABC Records, 1986)
- "Just a Friend" (ABC Records, 1986)
- "Somebody Told Me" (ABC Records, 1986)
- "Just A Friend" (ABC Records, 1986)
- "What Can You Say" (Sound & Vision, 1986)
- "Ice Cold" (ABC Records, 1987)
- "Tobacco Road" (The Madhouse Recordings, 1988)
- "Radar Love" / "Neutron Dance" (The Madhouse Recordings, 1988)
- "Ice Cold" / "Long Black Shiny Car" (Fury Records, 2018)

Samlingsalbum
- The Early Years 1981–83 (Nervous Records, 1987)
- The Very Best of Restless (Nervous Records, 1996)
- The Very Best of Restless (Fury Records, 1996)
- Rock 'N' Roll Beginners (Jungle Records, 1998)
- The Nervous Years (Be Be's Records, 2001)
- Rarities (Jappin' and Rockin' / Vinyl Japan, 2003)
- The Best In The East (Hellbilly Inc., 2003)
- Rock 'n' Roll Train: Best of Madhouse Years (Raucous Records, 2005)